# Țar Kaloian
Țar Kaloian (în bulgară Цар Калоян) este un oraș în comuna Țar Kaloian, regiunea Razgrad,  Bulgaria.

## Demografie
Componența etnică a orașului Țar Kaloian
     Bulgari (30,37%)
     Turci (64,88%)
     Nicio identificare (4,65%)
     Altele (0,29%)
La recensământul din 2011, populația orașului Țar Kaloian era de 3.779 locuitori. Din punct de vedere etnic, majoritatea locuitorilor (64,88%) erau turci, cu o minoritate de bulgari (30,37%). Pentru 4,65% din locuitori nu este cunoscută apartenența etnică.